# عقاب مارخور کنگو
عقاب مارخور کنگو (نام علمی: Dryotriorchis spectabilis) نام یک گونه از سرده عقاب مارخور است.